# Дигитални фото-апарат
Дигитални фото-апарати, или дигиталне камере, су уређаји помоћу којих се праве дигиталне фотографије и видео снимци дигитално и чувају их за каснију репродукцију. Данас најпродаванији фотоапарати су управо дигитални, а нашли су широку употребу међу великим бројем људи и примену у готово свим сферама живота, па као такви, уграђени су у многе друге уређаје, од ПДА уређаја и мобилних телефона, па све до унутрашњости возила.
Распрострањеност дигиталних фото-апарата је у данашње време већа него икад. Најзначајнији произвођачи на светском тржишту су: Кенон, Никон, Олимпус, Панасоник, Сони, Тошиба, Пиксел и други.

## Историјат фотографије
Прву слику добијену уз помоћ светлости и мрачне кутије, „камере опскуре“, је направио 1826. године Жозеф Нисефор Нијепс. На металној плочи од калаја и олова премазаној течним раствором битумена (асфалта) експозиција је трајала девет сати, а та фотографија је и до данас је сачувана.
Након њега, 1838. године, Француз Луј Дагер проналази нову методу, тзв. дагеротипију, у којој нема негатива, већ се фотографија прави директно. Независно од њега, 1835. године Хенри Талбот из Енглеске је добио прве фотографије на папиру. На тај начин установио је позитив-негатив процес који је значајно допринео даљем развоју фотографије. Фотографија је надаље ишла само узбрдним током и брзо се развијала. Значајне личности које су допринеле развоју су Арчер, Медокс и Кевин Истмен, а фотографији у боји Дорон, браћа Лимијер и Лонд.
Стивен Сасон, инжењер у Истмен Кодаку, измислио је и направио прву електронску камеру 1975. године. До краја 1990-их година дигиталне камере постале су уобичајене међу потрошачима. До средине 2000-тих дигитални фотоапарати су увелико заменили филмске камере, а данас готово сви мобилни телефони имају интегрисани дигитални фотоапарат.

## Делови дигиталних фото-апарата
Основни елементи дигиталних фотоапарата су:
1. објектив
2. затварач
3. фотосензор
4. процесор слике
5. меморијска картица
6. екран
7. кућиште са командама

- Објектив је веома важан елемент фотоапарата и од њега зависи у највећој мери крајњи резултат фотографије. Основне ознаке на објективима нам говоре колика је светлосна пропусна моћ објектива и у којим границама се креће (бленда), као и жижна даљина са својим распоном. Од објектива зависи колико можемо велики кадар да направимо као и девијације слике.

- Затварач је уређај на апарату који пропушта светло у тачно одређеном времену. На тај начин се експонира фото-ћелија, у тачно одређеној функционалној зависности са количином светла тј. отвором бленде.

- Фото-сензор може бити CMOS или најчешће коришћени CCD сензор. Фото-сензор је мали силиконски чип који се састоји од хиљада, па чак и милиона ситних елемената осетљивих на светло. То су пиксели. Неке специфичне величине сензора су приказане у табели.

| Тип    | Ширина () | Ширина () | Димензије () |
| ------ | --------- | --------- | ------------ |
| 1/3.6" | 4.00      | 3.00      | 12.0         |
| 1/3.2" | 4.54      | 3.42      | 15.5         |
| 1/3"   | 4.80      | 3.60      | 17.3         |
| 1/2"   | 6.40      | 4.80      | 30.7         |
| 1"     | 12.8      | 9.6       | 123          |

- Процесор служи за обраду података који се прослеђују са фотоелемената. У њему се одвијају сложени математички процеси.

- Меморијска картица је завршна карика. На њу се уписују подаци након обраде фотографије у одређеном формату.

- Екран осим за кадрирање служи и за прегледавање начињених фотографија, а такође и за приказивање параметра у процесу подешавања фотоапарата.

- Кућиште обједињује све елементе у јединствену целину, и садржи команде за управљање самог апарата.

- Објектив
- Фото-сензор
- Процесор
- Меморијске картице
- Екран фото-апарата

## Дигитализација и формати слика
Дигитализација је процес претварања аналогног сигнала у дигитални облик. Да би се то урадило, потребно је записати сваки податак (светлост) који је прошао кроз објектив и фотосензор, односно доделити му одређени број. Захваљујући дигитализацији која омогућава лакше коришћење, обраду, чување и размену дигитализованих података сваке врсте (музике, слике, филмова, књига и др.), дошло је до револуције у развоју информационих и комуникационих технологија.
Постоје различите технике чувања слика у рачунару код којих се одређеним системом штеди меморија потребна за чување слике:
- – највећи могући квалитет који може забележити фото-апарат; нема компресије, па ни редукције квалитета слике
- – сваки пиксел се чува посебно; нема компресије, нема губитка података
- – компресија без губитка података, тако што се низ истих пиксела чува као један симбол помножен са бројем понављања.
- или  – компресија са губитком; заснива се на особини људског ока да боље уочава површине и облике него варијације у боји и осветљењу
- – формат без губитка и није ограничен на 256 боја као GIF, али заузима неколико пута више простора од JPEG-а.

## Принцип рада дигиталних фото-апарата
Када светло прође кроз објектив, пада на фото-сензор. Сензор за снимање фотографија у дигиталном фото-апарату састављен је од мреже појединачних фотоосетљивих ћелија, осетљивих на светлост. У зависности од интензитета свака ћелија ствара електрични напон у фотоелементу, пикселу. Ти напони претварају се у сигнале који се појачавају на потребан ниво за њихову обраду. У већини сензорских мрежа свака ћелија је покривена црвеним, зеленим или плавим филтером па тако реагује само на једну од примарних боја (црвену, зелену или плаву). С обзиром да је сваки пиксел прекривен датим филтером он реагује само на тај спектар. Филтери су распоређени у групе од по четири филтера, један црвени, један плави и два зелена. Додатни зелени филтер присутан је зато што је људско око најосетљивије на зелену светлост.
Након тога се врши претварање сигнала у низ дигиталних података и сваком појединачном пикселу придодаје број у зависности од јачине светла, а онда се добијени подаци прослеђују процесору на даљу обраду. У овој фази електрични сигнали сваке ћелије сразмерни су јачини упадне светлости. Како би се информација претворила у дигитални облик, сигнал се мора дигитализовати - сваком сигналу се додељује одређени број. Након тога информација се врло лако може обрадити рачунаром.
Дигитални фото-апарат обрађује различите јачине сигнала из појединачних ћелија тако да сваки пиксел слике добије одговарајућу вредност боје: за сваки се пиксел на темељу података из суседних ћелија израчуна или унесе његова вредност. Та интерполација боје кључни је корак јер омогућује прорачун о којем зависи коначан квалитет снимљене фотографије. Побољшање квалитета дигиталне фотографије уз побољшања фотоосетљивих сензора заслуга су усавршавања интерполацијских алгоритама. Вредности се за сваки пиксел скупљају и повезују па тако настаје сликовна датотека, а у том се процесу одређује и формат, односно структура датотеке.
Неки дигитални фото-апарати настављају процес обраде побољшавањем оштрине слике, а уз то и сажимају податке користећи JPEG алгоритме. Након обраде, дигитална се фотографија складишти (спрема на диск или у меморију). Први део процеса, бележење слике сензорима, обично је врло брз, али обрада и складиштење трају нешто дуже. Како би се убрзао тај део процеса, многи квалитетнији фото-апарати имају много RАМ-а, меморије за привремено складиштење фотографија како обрада снимака не би ометала снимање.
Да би се слика представила на рачунару, мора се дигитализовати - представити у облику матрице пиксела. То представљање се, поред дигиталног фото-апарата, може вршити и помоћу других дигиталних уређаја: скенера, дигиталне видео камере или рачунара. Дигитални (електронски) запис се назива бинарни и састоји се само од два „слова“- 0 и 1. Дигитални подаци бинарно записани изгледају на пример: 01000001, или 01001101 и томе слично. Према томе се, у складу са садржајем и наменом слике, одлучујемо колико информација слика треба да садржи. Одлуку о графичком формату слике доносимо водећи рачуна о техникама компресије које графички формат подржава. За едитовање слика бољи су формати који податке не компримују уопште или их компримују без губитака, а за приказ слика на вебу, користе се формати који користе алгоритме са високим степеном компресије.

## Подела
Основном поделом би се могла сматрати подела на аматерску и професионалну опрему, а неку прелазну категорију чине полупрофесионални или напредни аматерски апарати, при чему је тешко одредити границе појединих категорија. Испод су наведене карактеристике појединих врста фото-апарата, њихове предности и мане, као и групу људи којој је генерално намењена.

### Аматерски фото-апарати
Аматерска опрема је обично потпуно аутоматски направљена без превише могућности подешавања. Готово сав посао око оваквог фото-апарата се своди на притисак на окидач и замену батерија. Намењени су пре свега обичним људима, аматерима, па самим тим су све више прилагођени њима. Предности оваквих фото-апарата су једноставност, компактност, ниска цена, а данас на тржишту постоји и велики избор боја, облика и дизајна. Фотографије настале овом опремом при повољној светлости могу бити доброг или чак и врло доброг квалитета. Мане су то што при слабијој светлости или неповољним условима, као и у ентеријеру квалитет слике ће бити лошији, понекад и зрнаст. Није реткост нагињање боја плавим тоновима, а и ограничене су могућности за неке веће корекције. Па ипак, циљна група је претежно задовољна коришћењем ове врсте уређаја и свакодневно им расте све већа потражња.

### Професионални фото-апарати
Уз потпуну аутоматику, омогућује и ручне поставе или задавање појединих елемената (величина релативног отвора објектива, осетљивости филма) нудећи боље перформансе и велики број посебних опција. Намењен је првенствено професионалним фотографима, али га често купују и „обични смртници“. Уколико се зна руковати таквим уређајем, заиста се може се постићи пуно тога, али често се дешава да аматерски корисници издвоје велику своту новца за професионални фото-апарат, па касније буду незадовољни, а не знају ни да користе већину опција. Професионална опрема се обично прави у SLR техници са измењеним објективом и за професионалне фотографе то је једна сигурна инвестиција за коју не треба штедети. Предности су: висок квалитет фотографија (чак и при најгорем осветљењу, са адекватним подешавањем, фотографије могу испасти и боље од оних направљеним аматерском опремом), готово врхунско контролисање и регулација светлости уз разне блицеве и макроснимање објеката са свега неколико центиметара раздаљине. Недостаци су: висока цена, кабастост уређаја и потребно знатно дуже време за саму обраду података од аматерских.

### Комбиновани фото-апарати
Комбиновани фото-апарати настали су као покушај произвођача да направе комбинацију претходне две врсте: аматерске и професионалне камере. Најбољи су за људе које воле фото-апарате, али ипак, нису дорасли још за професионални уређај. Додирне тачке међу њима готово да и нема јер се од произвођача до произвођача апарати веома разликују. Обично је заједничка цена која се креће између аматерских и професионалних, али ипак више нагиње аматерским уређајима.

## Поређење дигиталних и обичних фото-апарата
Стари фотоапарати користе филм - пластичну траку премазану посебним хемијским премазом осетљивим на светлост. Светлост која обасјава објекат сликања, усмерена сочивима, пада тачно на филм и премаз реагује на светлост у зависности од њене јачине, па се тако на филму добијају обриси фотографисаног призора – негатив, помоћу којега је могуће добити фотографију.
Дигитални фотоапарати такође користе сочива за фокусирање светлости са фотографисаног објекта, али не на филм, већ на стотине хиљада сићушних фото сензора који „бележе“ податке о сваком детаљу сцене (слике, кадра), у форми дигиталног записа. „Дигитални негатив“ је дугачак низ комбинованих бројева нула и јединица (0 и 1).
- Тренутни преглед свих фотографија. Такође, на дисплеју апарата се може видети хистограм са подацима и видети где је направљен пропуст.
- Дигитални медији су портабилнији – картице дигиталних апарата могу сачувати неколико хиљада снимака и не треба их чувати X зрака на аеродрому и када пролазимо контролу за улазак у просторе специјалних намена – велике галерије, изложбе.музеје, споменике културе.
- Лакше чувамо дигиталну фотографију.
- Дигитална фотографија је еколошки потпуно здрава по околину за разлику од хемијских процеса у лабораторијама.

Недостаци дигиталне фотографије
- Постоји несумњиво проблем разлике у перцепцији и изгледу аналогне фотографије, за разлику од дигиталне – негде ће се многи сложити да аналогне фотографије носе више од личног печата и имају привлачност коју дигитална фотографија нема.
- Дигитална фотографија у условима када нема пуно светлости још увек јако заостаје за аналогном фотографијом.
- Тамо где су потребне дуге експозиције, филм апсолутно има предност.
- Филм се неће без разлога избрисати или постати некомпатибилан као фајлови на рачунару. Данашње дигиталне медије за 200 година ће ретко ко моћи да прочита.
- Не можемо снимати без батерија.

## Примена
Данас су дигитални фото-апарати веома значајни за човека. Обична фотографија је врло брзо прешла границе професије, а индустрија је током прошлог века почела производити све једноставније форме камера, доступних свима. Појавом дигиталних фото-апарата, покренула се читава легија фотографа, не само професионалних него и аматера. Они сликају буквално све, од Ајфелове куле, до капљице росе на листу. Такође, бележе моменте са драгим особама како би их сачували заувек. Поред свега тога, фотографија се данас држи за једну грану уметности. Дигитални фото-апарати су допринели науци, открили невидљиво, приближили далеке народе и омогућили поглед на скривене кутке човечанства.
На крају, развој дигиталних фото-апарата се предвиђа да ће у будућности тећи још брже и у већим размерама. Многи стручњаци сматрају да ће стари фото-апарати ускоро заменити дигиталне.